# Coornhert-Liga
De Coornhert-Liga is een vereniging voor strafrechthervorming en dankt haar naam aan Dirck Volkertszoon Coornhert. De liga is in juni 1971 opgericht, nooit opgeheven maar is sinds 1999 niet actief.

## Naamgever
Coornhert (1522-1590) was de eerste Nederlandse schrijver die zich afvroeg wat de oorzaken waren van criminaliteit. In 1587 zette hij in het boek Boeventucht zijn ideeën uiteen over een zinvolle wijze van strafoplegging en -uitvoering, vrede en verdraagzaamheid. Coornhert vond dat strafrecht rationeel toegepast moest worden, strevend naar een doel anders dan pure wraak of vergelding. Mede naar aanleiding van Coornhert werden later aan gevangenen taken en werkzaamheden opgedragen, zoals in een Rasphuis. Ook veranderde de tot dan zeer wrede manier van toepassen van lijfstraffen.

## Doel van de liga
De liga volgde ontwikkelingen in het strafrecht en voorzag deze zo nodig van commentaar. De liga werd in 1971 gevormd door rechtenstudenten, jonge wetenschappelijke medewerkers, strafrechtadvocaten, bij de psychopatenzorg betrokken psychiaters, aankomende leden van de rechterlijke macht, reclasseringsmedewerkers, welzijnswerkers en ex-gedetineerden. De voornaamste inspiratoren in de jaren zeventig waren de hoogleraren strafrecht Louk Hulsman (Rotterdam) en Toon Peters (Utrecht). De houding ten opzichte van de strafrechtpraktijk en de wetgeving op het gebied van strafrecht en strafvordering was doorgaans zeer kritisch. Binnen de Liga was het abolitionisme, het streven naar afschaffing van het strafrecht, een belangrijke maar nooit overheersende stroming. Consensus was er over het terugdringen van het strafrecht en de vrijheidsstraf, met een sterke nadruk op de rechten van de mens.
Door middel van publicaties (aanvankelijk alternatieve justitiebegrotingen en later onder meer het Crimineel Jaarboek) probeerde de Coornhert-Liga ontwikkelingen in de strafrechtspraktijk te duiden en de politieke en publieke opinie te beïnvloeden.
Oscar Hammerstein was voorzitter van de Coornhert-Liga.

## Publicaties
Alternatieve justitiebegrotingen 1972, 1973, 1974, 1976, 1980 en 1984
- Crimineel Jaarboek 1989-1999.

De geschiedenis van de Coornhert-Liga staat beschreven in het boek Strafrechthervormers en hemelbestormers (Opkomst en teloorgang van de Coornhert-Liga) van Hans Smits, uitgegeven door Aksant 2008.